# HD 111232 b
HD 111232 b — экзопланета в созвездии Мухи. Находится на расстоянии около 95 световых лет от Солнца.
Планета обращается вокруг материнской звезды HD 111232 на расстоянии 2 а.е., совершая один оборот за 3,2 года. Минимальная масса планеты в 6,8 раза превышает массу Юпитера. Эта планета была открыта в обсерватории Ла-Силья Мишелем Майором с помощью спектрографа CORALIE 30 июня 2003 года вместе с шестью другими планетами, включая HD 41004 A b, HD 65216 b, HD 169830 c, HD 216770 b, HD 10647 b и HD 142415 b.
Астрометрическое измерение наклона и истинной массы планеты было опубликовано в 2022 году как часть каталога Gaia DR3.